# Terreiro Ilê Axé Ogunjá
O Terreiro IIê Axé Ogunjá é um templo de candomblé de nação Nagô Ijexá. O terreiro foi fundado em 1982 por Antonio Carlos da Silva, e está localizado na cidade de São Félix, no estado brasileiro da Bahia. É um patrimônio imaterial estadual, tombado pelo Instituto do Patrimônio Artístico e Cultural da Bahia (IPAC), no ano de 2014, sob o processo de nº 0607120026013/12 e foi inscrito no Livro do Registro Especial de Espaços de Práticas Culturais Coletivas.

## História
O Terreiro IIê Axé Ogunjá foi inaugurado em 1982, no bairro do Caquende, em Cachoeira. Mudou-se para a Avenida Jonival Lucas, 230, em São Félix, após ser atingido por uma inundação.
Em 24 de abril de 2024, faleceu Idelson da Conceição Sales por conta de falência múltipla de órgãos. Nesse momento, deu-se início ao processo sucessório.

## Patrimônio cultural
| “                   | No dia 19 de novembro de 2014, às 17h30, no Salão de Atos Baianas de Acarajé, da Governadoria, localizado no Centro Administrativo da Bahia, o então Governador da Bahia, Jaques Wagner, com a presença de várias autoridades e representantes dos terreiros, assinou os dez decretos de Registro Especial, tornando os terreiros Asepò Erán Opé Olùwa – Viva Deus, Aganjú Didê – Ici Mimó, Loba’Nekun, Loba’Nekun Filha, Humpame Ayono Huntoloji, Ilê Axé Itaylê, Inzo Incossi Mukumbi Dendezeiro, Ogodô Dey, Raiz de Ayrá e Ilê Axé Ogunjá, Patrimônio Imaterial do Estado da Bahia. | ” |
| — IPAC, 2015, p. 21 | |   |

 Em 2020, o Terreiro Ilê Axé Ogunjá, juntamente com os terreiros Viva Deus, Humpame Ayono Huntóloji, Ogodô Dey, IIê Axé Itayle, Inzo Nkosi Mukumbi Dendezeiro, Raiz de Ayrá, Loba’Nekun e Loba’Nekun Filho e Aganjú Didê foram contemplados com novecentos mil reais, através do edital público Salvaguarda Patrimônio Imaterial, do Instituto do Patrimônio Artístico e Cultural da Bahia (IPAC), para realizar uma ação coletiva de salvaguarda com produção de documentário, portal virtual, plano planialtimétrico, publicação impressa e plano de salvaguarda.

## Babalorixás e yalorixás
- 1982-? - Antonio Carlos da Silva - Fundador[3]
- ?- 24/04/2024 - Idelson da Conceição Sales, o Pai Idelson[4][7]